# Elsa & Fred (película de 2014)
Elsa & Fred es una comedia estadounidense de 2014 (basada en la comedia dramática argentina-española de 2005, 'Elsa y Fred'), dirigida por Michael Radford y protagonizada por Shirley MacLaine y Christopher Plummer. La película, filmada y rodada en Nueva Orleans, es un remake en inglés de la película argentina del 2005 del mismo nombre.

## Trama
El recientemente viudo, Fred Barcroft de 80 años es movido contra su voluntad, por su hija, a un apartamento en Nueva Orleans, apartamento próximo a Elsa Hayes de 74 años. Fred se ha convertido en un amargado e inactivo realista quién gasta la mayoría de su tiempo acostado; Elsa es una soñadora y vivaz romántica quién sueña «en una vida dulce en Roma», como la experiencia de Anita Ekberg en la película La Dolce Vita (1959). A pesar de sus temperamentos opuestos y puntos de vista de la vida, se enamoran. 
Elsa engatusa a Fred para salir fuera de su concha pero prueba su paciencia por decirle varias mentiras sobre ella. Dice ser una viuda y esconde una enfermedad de riñón severa qué requiere diálisis. No sabe si creer o no acerca de un retrato que le hizo Pablo Picasso, el cual tiene en un lugar seguro del cual ha extraviado la llave. 
Cuando se entera por su amigo, el doctor John que probablemente está muriendo, lleva a Elsa a Roma para cumplir su sueño de caminar (como Ekberg) en la Fuente de Trevi, en vez de invertir en un proyecto empresarial de su yerno. Después de que muere, su hijo abre el seguro y da el retrato de Picasso a Fred, el cual ella quiera que él tuviera.

## Reparto
- Shirley MacLaine como Elsa Hayes.
- Christopher Plummer como Fred Barcroft.
- Marcia Gay Harden como Lydia, la hija de Fred.
- Chris Noth comoJack, el marido de Lydia.
- Jared Gilman como Michael, el nieto de Fred.
- Scott Bakula como Raymond Hayes, el hijo mayor de Elsa.
- Deanna Meske como Laura Hayes, la mujer de Raymond.
- McCartney Bisgard como Carla Hayes.
- Reg Rogers como Alec Hayes, el hijo más joven de Elsa.
- George Segal como John, el doctor y el amigo de Fred.
- James Brolin como Max Hayes, el marido distanciado de Elsa.
- Wendell Pierce como Armande, el conserje del edificio.

## Producción
La película fue filmada en la ubicación de Nueva Orleans debido a incentivos fiscales, según MacLaine. Plummer declaró que no lo consideró una adaptación de la película del 2005, dijo "Shirley y yo, y Michael totalmente lo reescribió. Prefiero pensar que es la versión en lengua inglesa."
La escena en Roma donde MacLaine y Plummer se meten a la fuente Trevi está filmada en blanco y negro, en mímica a la escena correspondiente en La Dolce Vita.

## Lanzamiento y recepción
Durante el Festival Internacional de Cine de Miami de marzo del 2014, Elsa & Fred recibió una "respuesta clamorosa", según John Anderson de IndieWire. En septiembre del 2014 el Cinefest Sudbury Festival le otorgó el Premio de Elección de la Audiencia . Aun así, Rich Heldenfels dijo la película "no fue bien recibida" y señaló fuera de aquella Oficina de Caja Mojo las revisiones "son mayoritariamente negativas".
La película fue lanzada por Diversión de Milenio en los Estados Unidos el 7 de noviembre de 2014 en teatros seleccionados.